# Brian Hunter (baseball, 1971)
Pour les articles homonymes, voir Brian Hunter (baseball, 1968) et Brian Hunter.
Brian Lee Hunter (né le 5 mars 1971 à Portland, Oregon, États-Unis) est un ancien joueur professionnel de baseball. 
Il a évolué dans la Ligue majeure de baseball de 1994 à 2003, jouant notamment 5 de ses 10 saisons avec les Astros de Houston. 
Joueur de champ extérieur, et principalement voltigeur de centre, il a réussi 260 buts volés au cours de sa carrière et est à deux reprises champion voleur de buts : il mène le baseball majeur avec 74 réussites en 1997 pour les Tigers de Détroit, puis termine premier de la Ligue américaine avec 44 vols de buts pour les Mariners de Seattle en 1999. 

## Biographie
Hunter amorce sa carrière avec les Astros de Houston, pour qui il évolue de 1994 à 1996. Il passe aux Tigers de Détroit le 10 décembre 1996 lors d'un échange entre les deux clubs impliquant 9 joueurs : Houston transfère Hunter, le lanceur droitier Doug Brocail, le releveur droitier Todd Jones et le joueur d'arrêt-court Orlando Miller, pour recevoir en retour le receveur Brad Ausmus, le lanceur droitier José Lima, le joueur de premier but Daryle Ward et les lanceurs gauchers C. J. Nitkowski et Trever Miller. En 1997, sa première année à Détroit, Hunter joue tous les matchs (162) disputés par l'équipe. Il est transféré des Tigers aux Mariners de Seattle le 28 avril 1999 et réussit tous ses vols de buts (44) avec Seattle cette année-là. Il partage la saison 2000 entre les Rockies du Colorado et les Reds de Cincinnati, rejoint les Phillies de Philadelphie en 2001, puis termine sa carrière là où il l'avait commencé en jouant 2002 et 2003 chez les Astros de Houston. En 1 000 matchs joués sur 10 saisons, Brian Hunter a réussi 882 coups sûrs dont 25 circuits, cumulé 500 points marqués et 241 points produits, et maintenu une moyenne au bâton de ,264 et une moyenne de présence sur les buts de ,313.